# Bộ Công Thương (Việt Nam)
Bộ Công thương là cơ quan của Chính phủ nước Cộng hòa xã hội chủ nghĩa Việt Nam, thực hiện chức năng quản lý nhà nước về công nghiệp và thương mại, bao gồm các ngành và lĩnh vực: cơ khí, luyện kim, điện, năng lượng mới, năng lượng tái tạo, dầu khí, hóa chất, vật liệu nổ công nghiệp, công nghiệp khai thác mỏ và chế biến khoáng sản, công nghiệp tiêu dùng, công nghiệp thực phẩm và công nghiệp chế biến khác, thương mại và thị trường trong nước; xuất nhập khẩu, thương mại biên giới, phát triển thị trường ngoài nước, quản lý thị trường, xúc tiến thương mại, thương mại điện tử, dịch vụ thương mại, hội nhập kinh tế quốc tế, quản lý cạnh tranh, áp dụng các biện pháp tự vệ, chống bán phá giá, chống trợ cấp, bảo vệ quyền lợi người tiêu dùng; quản lý nhà nước các dịch vụ công trong các ngành, lĩnh vực thuộc phạm vi quản lý nhà nước của Bộ.

## Lịch sử
Ngày 28 tháng 8 năm 1945, Chính phủ Cách mạng lâm thời Việt Nam Dân chủ Cộng hòa thành lập Bộ Quốc dân Kinh tế phụ trách các Sở Kinh tế, các Nha chuyên môn: Nha Thường vụ, Nha Khoáng chất và Kỹ nghệ, Nha Tiếp tế. Bộ trưởng đầu tiên là Nguyễn Mạnh Hà.
Ngày 2 tháng 3 năm 1946, Bộ Quốc dân Kinh tế đổi thành Bộ Kinh tế, Bộ trưởng là Chu Bá Phượng.
Ngày 16 tháng 3 năm 1947, đặt Cục Ngoại thương trong Bộ Kinh tế và ngày 17 tháng 11 năm 1950 thành lập Sở Nội thương.
Ngày 14 tháng 5 năm 1951, đổi tên thành Bộ Công thương, Bộ trưởng là Phan Anh.
Ngày 22 tháng 9 năm 1955, Bộ Công thương tách ra thành Bộ Công nghiệp (Bộ trưởng: Lê Thanh Nghị) và Bộ Thương nghiệp (Bộ trưởng: Phan Anh).
Tháng 4 năm 1958, Bộ Thương nghiệp tách ra thành Bộ Nội thương (Bộ trưởng: Đỗ Mười) và Bộ Ngoại thương (Bộ trưởng: Phan Anh).
Ngày 26 tháng 7 năm 1960, Chủ tịch nước tách Bộ Công nghiệp thành Bộ Công nghiệp nặng (Bộ trưởng: Nguyễn Văn Trân), Bộ Công nghiệp nhẹ (Bộ trưởng: Kha Vạng Cân), Tổng cục Địa chất và Tổng cục Vật tư. Ngoài ra Bộ Thủy lợi và Điện lực (Bộ trưởng: Dương Quốc Chính) cũng được thành lập
Ngày 11 tháng 8 năm 1969, Bộ Công nghiệp nặng được chia thành: Bộ Điện và Than (Bộ trưởng: Nguyễn Hữu Mai), Bộ Cơ khí và Luyện kim (Bộ trưởng: Đinh Đức Thiện), Tổng cục Hoá chất. Thành lập Bộ Lương thực và Thực phẩm (Bộ trưởng: Ngô Minh Loan) trên cơ sở hợp nhất Tổng cục Lương thực với Ngành công nghiệp chế biến thực phẩm tách từ Bộ Công nghiệp nhẹ ra. Thành lập Bộ Vật tư trên cơ sở Tổng cục Vật tư (Bộ trưởng: Trần Danh Tuyên).
Ngày 3 tháng 9 năm 1975, thành lập Tổng cục Dầu mỏ và Khí đốt Việt Nam.
Ngày 22 tháng 11 năm 1981, Bộ Điện và Than lại chia thành: Bộ Điện lực (Bộ trưởng: Phạm Khai) và Bộ Mỏ và Than (Bộ trưởng: Nguyễn Chân). Bộ Lương thực và Thực phẩm chia thành: Bộ Công nghiệp thực phẩm (Bộ trưởng: Vũ Tuân) và Bộ Lương thực (Bộ trưởng: La Lâm Gia).
Năm 1983 thành lập 2 ban của Chính phủ: Ban Cơ khí và Ban Năng lượng. Cũng năm này Tổng cục Điện tử và Kỹ thuật tin học ra đời.
Ngày 16 tháng 12 năm 1987, Bộ Nông nghiệp, Bộ Công nghiệp thực phẩm và Bộ Lương thực hợp nhất thành Bộ Nông nghiệp và Công nghiệp thực phẩm; Bộ Điện lực và Bộ Mỏ và Than hợp nhất thành Bộ Năng lượng (Bộ trưởng: Vũ Ngọc Hải).
Ngày 28 tháng 6 năm 1988, Bộ Ngoại thương và Uỷ ban Kinh tế đối ngoại hợp nhất thành Bộ Kinh tế đối ngoại (Bộ trưởng: Đoàn Duy Thành), còn Tổng cục Điện tử và Kỹ thuật tin học nhập vào Bộ Cơ khí và Luyện kim.
Ngày 30 tháng 6 năm 1990, Bộ Kinh tế đối ngoại, Bộ Nội thương, Bộ Vật tư hợp nhất thành Bộ Thương nghiệp (Bộ trưởng: Hoàng Minh Thắng), còn Bộ Cơ khí và Luyện kim đổi thành Bộ Công nghiệp nặng (Bộ trưởng: Trần Lum).
Ngày 12 tháng 8 năm 1991, Bộ Thương nghiệp đổi thành Bộ Thương mại và Du lịch, rồi sau là Bộ Thương mại (Bộ trưởng: Lê Văn Triết).
Ngày 21 tháng 10 năm 1995, 3 Bộ Công nghiệp nặng, Bộ Năng lượng và Bộ Công nghiệp nhẹ hợp nhất thành Bộ Công nghiệp (Bộ trưởng: Đặng Vũ Chư).
Ngày 31 tháng 7 năm 2007, hợp nhất Bộ Công nghiệp với Bộ Thương mại thành Bộ Công thương và giữ tên đó cho đến nay, Bộ trưởng lúc đó là Vũ Huy Hoàng.

## Lãnh đạo hiện nay
- Bộ trưởng: Nguyễn Hồng Diên, Ủy viên Trung ương Đảng, Bí thư Đảng ủy Bộ
- Thứ trưởng:

1. Nguyễn Sinh Nhật Tân, Người phát ngôn, Phó Bí thư Thường trực Đảng ủy Bộ, nguyên Cục trưởng Cục Cạnh tranh và Bảo vệ người tiêu dùng (nay là Ủy ban Cạnh tranh Quốc gia)
2. Phan Thị Thắng, nguyên Phó Chủ tịch UBND Thành phố Hồ Chí Minh [5]
3. Nguyễn Hoàng Long, nguyên Đại sứ Việt Nam tại Vương quốc Anh
4. Trương Thanh Hoài, nguyên Cục trưởng Cục Công nghiệp

## Nhiệm vụ và quyền hạn
Căn cứ theo Nghị định số 123/2016/NĐ-CP ngày 1/9/2016 của Chính phủ quy định chức năng, nhiệm vụ, quyền hạn và cơ cấu tổ chức của bộ, cơ quan ngang bộ, và Nghị định số 96/2022/NĐ-CP ngày 29/11/2022 của Chính phủ về quy định chức năng, nhiệm vụ, quyền hạn và cơ cấu tổ chức của Bộ Công thương, Bộ có các nhiệm vụ và quyền hạn chính:
- Trình Chính phủ dự án luật, dự thảo nghị quyết của Quốc hội; dự án pháp lệnh, dự thảo nghị quyết của Ủy ban Thường vụ Quốc hội; dự thảo nghị định của Chính phủ theo chương trình, kế hoạch xây dựng pháp luật hàng năm của Chính phủ, của bộ và các nghị quyết, dự án, đề án, chương trình tổng kết theo phân công của Chính phủ, Thủ tướng Chính phủ.
- Có trách nhiệm quản lý nhà nước trong các lĩnh vực:

1. Năng lượng và điều tiết điện lực
2. Hóa chất, vật liệu nổ công nghiệp
3. Công nghiệp nặng, công nghiệp nhẹ
4. Khuyến công, cụm công nghiệp, tiểu thủ công nghiệp
5. An toàn kỹ thuật công nghiệp, an toàn thực phẩm
6. Bảo vệ môi trường, ứng phó với biến đổi khí hậu trong ngành Công Thương
7. Thương mại và thị trường trong nước
8. Xuất khẩu, nhập khẩu hàng hoá
9. Dịch vụ logistics
10. Phòng vệ thương mại
11. Thương mại điện tử và kinh tế số
12. Quản lý thị trường
13. Cạnh tranh và bảo vệ quyền lợi người tiêu dùng, quản lý hoạt động kinh doanh theo phương thức đa cấp
14. Xúc tiến thương mại
15. Hội nhập kinh tế quốc tế
16. Phát triển thị trường ngoài nước, hợp tác khu vực và song phương.
17. Khoa học và công nghệ và Đổi mới sáng tạo
18. Dịch vụ công

- Thực hiện quản lý nhà nước đối với hoạt động đầu tư kinh doanh, hiện diện thương mại của nhà đầu tư nước ngoài và tổ chức kinh tế có vốn đầu tư nước ngoài tại Việt Nam trong lĩnh vực công nghiệp và thương mại theo quy định của pháp luật.
- Thực hiện việc cấp, điều chỉnh, thu hồi, gia hạn các loại giấy phép, giấy xác nhận, giấy chứng nhận và các hình thức văn bản khác theo quy định của pháp luật thuộc phạm vi quản lý nhà nước của bộ.
- Thực hiện hợp tác quốc tế trong lĩnh vực công nghiệp và thương mại; triển khai hoạt động hợp tác công nghiệp và thương mại với các tổ chức quốc tế; xây dựng quan hệ đối tác với các công ty đa quốc gia; tiếp nhận và tổ chức quản lý, điều phối các khoản ODA và hỗ trợ kỹ thuật của nước ngoài trong lĩnh vực thương mại và công nghiệp theo quy định của pháp luật.
- Thực hiện quyền, trách nhiệm, nghĩa vụ của chủ sở hữu nhà nước đối với doanh nghiệp nhà nước và vốn nhà nước đầu tư vào doanh nghiệp khác theo quy định của pháp luật.
- Thực hiện các nhiệm vụ, quyền hạn khác do Chính phủ, Thủ tướng Chính phủ giao và theo quy định của pháp luật.

## Cơ cấu tổ chức[8]

### Cơ quan tham mưu, tổng hợp
- Vụ Kế hoạch, Tài chính và Quản lý doanh nghiệp
- Vụ Tổ chức cán bộ
- Vụ Pháp chế
- Văn phòng Bộ

### Cơ quan quản lý nhà nước chuyên ngành
Cơ quan cấp Vụ
- Vụ Dầu khí và than
- Vụ Phát triển thị trường nước ngoài
- Vụ Chính sách thương mại đa biên

Cơ quan cấp Cục
- Cục Công nghiệp
- Cục Phòng vệ thương mại
- Cục Điện lực
- Cục Xúc tiến thương mại
- Cục Xuất nhập khẩu
- Cục Đổi mới sáng tạo, Chuyển đổi xanh và Khuyến công
- Cục Kỹ thuật an toàn và Môi trường công nghiệp
- Cục Thương mại điện tử và Kinh tế số
- Cục Hóa chất
- Cục Quản lý và Phát triển thị trường trong nước

Cơ quan đặc biệt
- Ủy ban Cạnh tranh Quốc gia

### Đơn vị sự nghiệp
- Viện Nghiên cứu Chiến lược, Chính sách Công Thương
- Báo Công Thương
- Tạp chí Công Thương
- Nhà Xuất bản Công Thương
- Trung tâm Thông tin Công nghiệp và Thương mại
- Trung tâm Y tế - Môi trường lao động Công Thương

### Thương vụ Việt Nam tại nước ngoài

#### Khối Thị trườngChâu Á - Thái Bình Dương
1. Thương vụ Việt Nam tại Myanmar
2. Thương vụ Việt Nam tại Úc (kiêm nhiệm Vanuatu, Quần đảo Marshall, Micronesia, Quần đảo Solomon)
3. Thương vụ Việt Nam tại Lào
4. Thương vụ Việt Nam tại Hồng Kông (kiêm nhiệm Ma Cao)
5. Thương vụ Việt Nam tại Trung Quốc
6. Thương vụ Việt Nam tại Nhật Bản
7. Thương vụ Việt Nam tại New Zealand (kiêm nhiệm Fiji, Samoa)
8. Thương vụ Việt Nam tại Indonesia (kiêm nhiệm Đông Timor, Papua New Guinea)
9. Thương vụ Việt Nam tại Hàn Quốc
10. Thương vụ Việt Nam tại Malaysia
11. Thương vụ Việt Nam tại Singapore
12. Văn phòng Kinh tế Văn hóa Việt Nam tại Đài Bắc
13. Thương vụ Việt Nam tại Thái Lan (kiêm nhiệm Nepal)
14. Thương vụ Đại sứ quán Việt Nam tại Philippines (kiêm nhiệm Palau)
15. Thương vụ Việt Nam tại Campuchia

#### Khối Thị trườngChâu Âu
1. Thương vụ Việt Nam tại Nga (kiêm nhiệm Azerbaijan, Turkmenistan)
2. Thương vụ Việt Nam tại Pháp (kiêm nhiệm Bồ Đào Nha, Monaco, Andora, Cộng hòa Trung Phi)
3. Thương vụ Việt Nam tại Bỉ và EU (kiêm nhiệm Luxembourg, Ủy ban châu Âu)
4. Thương vụ Việt Nam tại Ý (kiêm nhiệm Hy Lạp, Malta, Síp, San Marino)
5. Thương vụ Việt Nam tại Đức
6. Thương vụ Việt Nam tại Belarus
7. Thương vụ Việt Nam tại Hà Lan
8. Thương vụ Việt Nam tại Áo (kiêm nhiệm Slovenia)
9. Thương vụ Việt Nam tại Ba Lan (kiêm nhiệm Litva, Estonia)
10. Thương vụ Việt Nam tại Bulgaria (kiêm nhiệm Macedonia)
11. Thương vụ Việt Nam tại Hungary (kiêm nhiệm Croatia, Bosna và Hercegovina)
12. Thương vụ Việt Nam tại Anh (kiêm nhiệm Ireland)

#### Khối Thị trườngChâu Mỹ
1. Thương vụ Việt Nam tại Brasil (kiêm nhiệm Bolivia, Guyana, Peru, Suriname)
2. Thương vụ Việt Nam tại Panama (kiêm nhiệm Costa Rica, Dominica)
3. Thương vụ Việt Nam tại Canada
4. Thương vụ Việt Nam tại Hoa Kỳ
5. Thương vụ Việt Nam tại Chile (kiêm nhiệm Ecuador)
6. Thương vụ Việt Nam tại Venezuela (kiêm nhiệm Colombia, Grenada, Barbados, Saint Vincent và Grenadines)
7. Thương vụ Việt Nam tại Mexico (kiêm nhiệm Guatemala, Honduras, El Salvador, Belize)
8. Thương vụ Việt Nam tại Argentina (kiêm nhiệm Uruguay, Paraguay)

#### Khối Thị trườngChâu Phi,Tây Á,Nam Á
1. Thương vụ Việt Nam tại Algérie (kiêm nhiệm Mali, Sénégal, Sahrawi, Niger, Gambia)
2. Thương vụ Việt Nam tại Ai Cập (kiêm nhiệm Sudan, Nam Sudan, Palestine, Eritrea, Liban)
3. Thương vụ Việt Nam tại Ấn Độ (kiêm nhiệm Nepal, Bhutan)
4. Thương vụ Việt Nam tại Pakistan (kiêm nhiệm Afghanistan)
5. Thương vụ Việt Nam tại Iran (kiêm nhiệm Syria, Iraq)
6. Thương vụ Việt Nam tại Các Tiểu vương quốc Ả Rập Thống nhất (kiêm nhiệm Oman)
7. Thương vụ Việt Nam tại Ả Rập Xê Út (kiêm nhiệm Jordan, Yemen, Bahrain)
8. Thương vụ Việt Nam tại Maroc (kiêm nhiệm Guinée, Bénin, Bờ Biển Ngà, Burkina Faso)
9. Thương vụ Việt Nam tại Nigeria (kiêm nhiệm Ghana, Togo, Sierra Leone, Cameroon, Tchad)
10. Thương vụ Việt Nam tại Kuwait (kiêm nhiệm Oman, Qatar)
11. Thương vụ Việt Nam tại Thổ Nhĩ Kỳ
12. Thương vụ Việt Nam tại Israel

### Các Viện Nghiên cứu
1. Viện Công nghiệp thực phẩm
2. Viện Nghiên cứu Cơ khí
3. Viện Nghiên cứu Da - Giày
4. Viện Khoa học và Công nghệ Mỏ - Luyện kim
5. Viện Nghiên cứu thiết kế chế tạo máy nông nghiệp
6. Viện nghiên cứu Dầu và Cây có dầu
7. Viện Nghiên cứu Điện tử, Tin học, Tự động hóa
8. Viện Năng lượng
9. Công ty Cổ phần Viện Máy và Dụng cụ công nghiệp
10. Viện Nghiên cứu Sành sứ - Thủy tinh công nghiệp
11. Viện nghiên cứu Chiến lược, Chính sách Công Thương
12. Công ty cổ phần Viện Nghiên cứu dệt may

### Khối trường
1. Trường Đại học Công nghiệp Hà Nội
2. Trường Đại học Công thương Thành phố Hồ Chí Minh
3. Trường Đại học Công nghiệp Thành phố Hồ Chí Minh
4. Trường Đại học Công nghiệp Việt - Hung
5. Trường Đại học Công nghiệp Việt Trì
6. Trường Đại học Sao Đỏ
7. Trường Đại học Kinh tế - Kỹ thuật Công nghiệp
8. Trường Đại học Công nghiệp Quảng Ninh
9. Trường Đại học Điện lực
10. Trường Cao đẳng Công nghiệp Phúc Yên
11. Trường Cao đẳng Công nghiệp Miền Trung
12. Trường Cao đẳng Công nghiệp Việt - Đức
13. Trường Cao đẳng Công Thương Thành phố Hồ Chí Minh
14. Trường Cao đẳng Công nghiệp Thái Nguyên
15. Trường Cao đẳng Công nghiệp và Xây dựng
16. Trường Cao đẳng Công nghiệp thực phẩm
17. Trường Cao đẳng Công nghiệp Huế
18. Trường Cao đẳng Kỹ thuật Cao Thắng
19. Trường Cao đẳng Công nghiệp Nam Định
20. Trường Cao đẳng Kinh tế Đối ngoại

## Thứ trưởng qua các thời kỳ
| - Lý Ban - Nghiêm Bá Đức - Tạ Cả - Nguyễn Mạnh Cầm - Nguyễn Nhật Tân - Nguyễn Văn Đào - Nguyễn Chanh - Nguyễn Tu - Đinh Phú Định - Hoàng Trọng Đại - Lê Kim Lăng - Lê Huy Côn, sau khi nghỉ hưu tham gia làm Ủy viên Hội đồng Quản trị Công ty CP Quốc tế Sơn Hà, đã thôi từ 15/4/2015. - Nguyễn Xuân Chuẩn - Mai Văn Dâu - Đỗ Như Đính - Trần Tấn - Đỗ Hữu Hào - Bùi Xuân Khu: hiện là Phó Chủ tịch HĐQT Ngân hàng Việt Nam Thương tín VietBank. - Nguyễn Thành Biên - Nguyễn Nam Hải - Trần Đức Minh - Vũ Trọng Nam |  | - Lê Trung Toản - Nguyễn Thị Kim Ngân - Hồ Huấn Nghiêm - Nguyễn Xuân Quang - Phan Thế Ruệ, hiện là Chủ tịch Hiệp hội Bán lẻ Việt Nam, Ủy viên HĐQT Công ty CP Quốc tế Sơn Hà - Nguyễn Xuân Thúy - Lương Văn Tự, hiện là Chủ tịch Hiệp hội Cacao Cafe Việt Nam, cố vấn Tập đoàn Tôn Hoa Sen, nguyên Phó Chủ tịch Hội đồng Quản trị Ngân hàng TMCP Á châu. - Lê Danh Vĩnh - Châu Huệ Cẩm - Lê Dương Quang, nguyên Thứ trưởng Thường trực, thời kỳ 2009-2011 kiêm nhiệm Chủ tịch Hội đồng quản trị Tập đoàn Công nghiệp Than - Khoáng sản Việt Nam (Vinacomin). - Hoàng Quốc Vượng, có thời kỳ kiêm nhiệm Bí thư Đảng ủy, Chủ tịch Hội đồng thành viên Tập đoàn Điện lực Việt Nam (EVN). - Nguyễn Cẩm Tú - Hồ Thị Kim Thoa - Cao Quốc Hưng - Trần Quốc Khánh |  |  |

## Nhận xét
Qua Báo cáo tại Hội nghị sơ kết 6 tháng đầu năm 2016 Bộ Công thương, bộ máy cán bộ của Bộ Công thương được Thủ tướng Nguyễn Xuân Phúc đánh giá là cồng kềnh và cần phải tái cơ cấu. Theo đó, Thủ tướng yêu cầu Bộ Công thương cần phải tái cơ cấu ngay bộ máy lên tới hàng vạn người từ 30 Cục, Vụ, 10 trường đại học, 22 trường cao đẳng, 11 tập đoàn, tổng công ty Nhà nước...